# 沈阳百咏
《沈阳百咏》，是由清光绪年间进士缪润绂所撰写的一部诗歌集。诗歌集以绘老城风土人情、包括沈阳掌故、风俗、起居、饮食、服饰、婚丧等内容的竹枝词为主。其很多内容都与《陪京杂述》相互印证，是清代关于沈阳地区民俗、胜景、旧闻的著作。